# Ceratobaeus clavus
Ceratobaeus clavus är en stekelart som beskrevs av Mikhail Vasilievich Kozlov och Lê 1987. Ceratobaeus clavus ingår i släktet Ceratobaeus och familjen Scelionidae. Inga underarter finns listade i Catalogue of Life.